# Cyclacanthus
- Commons
- Wikispecies

Cyclacanthus S.Moore, segundo o Sistema APG II, é um gênero botânico da família Acanthaceae, natural do sudeste da Ásia.

## Espécies
O gênero apresenta duas espécies:
- Cyclacanthus coccineus
- Cyclacanthus pilanei
- «Lista das espécies»

## Nome e referências
Cyclacanthus S. Moore, 1921

## Classificação do gênero
| Sistema | Classificação                       | Referência            |
| ------- | ----------------------------------- | --------------------- |
| APG II  | Ordem Lamiales, família Acanthaceae | APweb, versão 9, 2008 |